# 볼텍스 믹서
볼텍스 믹서는 실험기구의 일종이다.

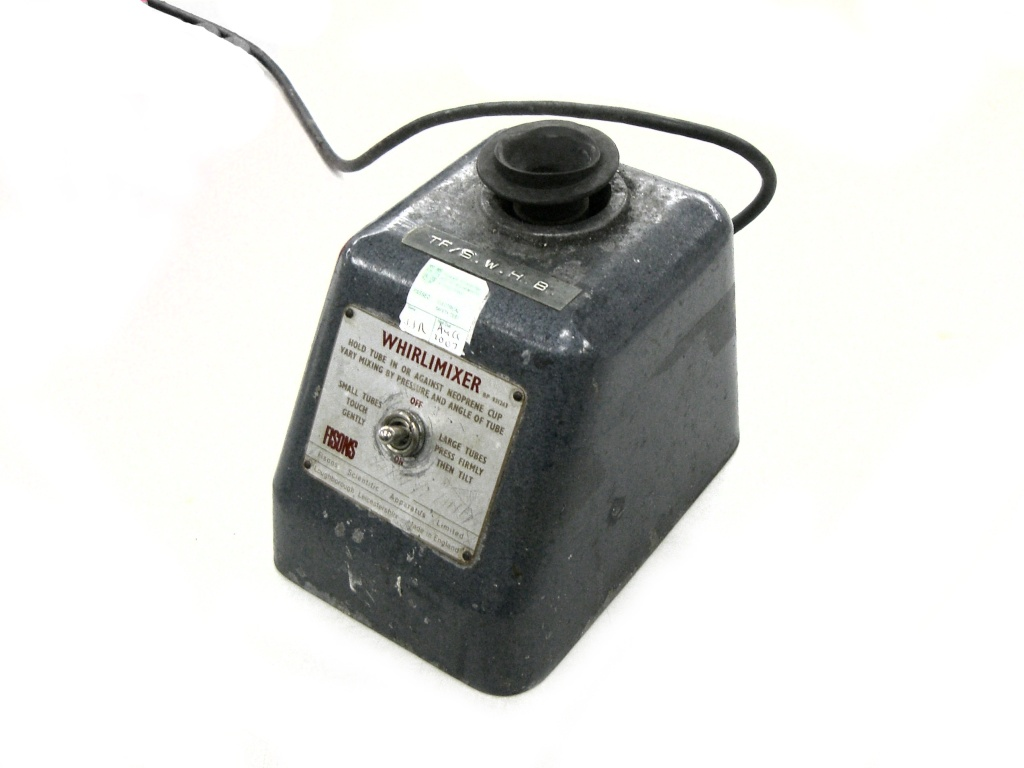
볼텍스 믹서

흔히 튜브 등에 들어 있는 용액을 빠르게 흔들어 섞이게 하는 데 쓰이며, 지속적으로 흔들어 주는 것보다는 즉석에서 바로 섞어 사용할 때 주로 사용한다.

## 같이 보기
- 교반기